# Телевидение в Узбекистане
Телевидение Узбекистана — одно из самых развитых на территории Средней Азии и постсоветского пространства.

## История

### Предыстория
26 июля 1928 года в Ташкенте группа ученых во главе с Борисом Павловичем Грабовским впервые продемонстрировала на экспериментальной телевизионной установке движущийся ташкентский трамвай. Таким образом, именно в Ташкенте удалось получить первое в истории телефотоизображение движущегося объекта. Этот день принято считать датой рождения современного телевидения.

### 1956—1982
В 1956 году первый в Узбекистане СССР запустила созданная в том же году Ташкентская студия телевидения. В 1964 году началась ретрансляция программы «Восток»(дубль 1-й программы ЦТ для Урала, Казахской ССР, Средней Азии), с этого момента и до 1982 года телевизионные передачи велись по трём программам — по первая и вторая состояли из ретрансляции программы «Восток» и собственных передач Ташкентской студии телевидения, 3-я программа — только из передач Ташкентской студии телевидения. В том же году были созданы Хорезмская и Нукусская студия телевидения, по 1-й программе ретранслировавшие программу «Восток», по 2-й программе передачи Ташкентской студии телевидения и выпускавшие собственные передачи.

### 1982—1991
С 1982 года по I программе ретранслировалась программа «Орбита 4» (дубль I программы ЦТ для Урала, Казахской ССР и Средней Азии), по II программе — программа «Дубль 4» (дубль II программы ЦТ для Урала, Казахской ССР и Средней Азии) и местные передачи (во всех областях кроме Ташкента и Ташкентской области), по III программе Ташкентская студия телевидения выпускала республиканские передачи (Узбекская программа), попеременно вещающие в Ташкентской области на одном частотном канале программы таджикского и киргизского телевидения были IV программой, в Ташкенте — телеканал V программа (казахская). Первым негосударственным каналом Узбекистана стал транслирующий на Самаркандскую область региональный телеканал СТВ (позже STV), который начал вещание 15 мая 1991 года.

### 1991—1998
В 1991—1992 гг. II программа была эфире была заменена телеканалом РТР (запущенный созданной годом ранее властями РСФСР Всероссийской государственной телерадиокомпании), вскоре сам вытесненный запущенный Гостелерадио Узбекской ССР (переименованным в Государственную телерадиокомпанию Узбекистана (ГТРК Узбекистана)) телеканалом ТВ 2, Узбекская программа была переименована в ТВ 1, Ташкентская программа в ТТВ, Гостелерадио СССР был переименован в Российскую государственную телерадиокомпанию «Останкино» (в 1995—1996 гг. была фактически разделена на ОГРК «Маяк» и ОРТ, переименованный в 2002 году в Первый канал), I программа в 1-й канал Останкино.

### С 1996
7 мая 1996 года ГТРК Узбекистана была переименована в Телерадиокомпанию Узбекистана (ТРК Узбекистана). 1 января 2004 года Первый канал был вытеснен телеканалом Sport. 8 ноября 2005 года ТРК Узбекистана была реорганизована в НТРК Узбекистана, внутри которой были образованы "Телерадиоканал «Узбекистан», "Телерадиоканал «Спорт», Телерадиоканал «Ташкент» и Телерадиоканал «Ёшлар». В 2008 году на его частоте начал работу русскоязычный телеканал СофТС. С 1 января 2013 года Национальная телерадиокомпания Узбекистана запустила новые телеканалы Madaniyat va Ma’rifat (Культура и просвещение) и Dunyo Bo’ylab (Вокруг света). 1 июня того же года начал вещание детский телеканал Bolajon (Дитя). В ноябре 2013 года были сняты с эфира 4 частных телеканала — TVM, NTT, Forum TV и СофТС. На их место были открыты государственные телеканалы Navo (Музыка) и Kinoteatr (Кинотеатр), а 16 декабря того же года ещё два телеканала: Oilaviy (Семейный) и Diyor (Край). В последующие годы были открыты ещё ряд новых государственных телеканалов: Mahalla (Махалля), UzHD (универсальный телеканал высокой четкости), PLAY TV (Плэй ТВ) .

### С 2018
Аналоговое вещание было прекращено в Ташкенте 15 июля 2018 года, в остальном Узбекистане было прекращено 5 декабря 2018 года. 27 июля 2018 года в связи с показом запрещенных в Узбекистане фильмов было прекращено вещание первого негосударственного канала СТВ
1 сентября 2018 года в Узбекистане был запущен первый на территории Центральной Азии и всего постсоветского пространства круглосуточный телеканал сверхвысокой четкости 4K — Lux.TV.

## Телеканалы

### Государственные
Государственные телеканалы входят в состав Национальной телерадиокомпании Узбекистана.

#### Общенациональные
| Название              | Тематика                                  | Язык вещания                                     |
| --------------------- | ----------------------------------------- | ------------------------------------------------ |
| O’zbekiston           | универсальный                             | в основном узбекский, также русский и английский |
| Yoshlar               | развлекательный, информационный           | в основном узбекский, реже английский            |
| Sport                 | спортивный                                | в основном узбекский, также русский              |
| Navo                  | музыкальный, развлекательный              | узбекский                                        |
| Kinoteatr             | фильмы, развлекательный                   | узбекский и русский                              |
| Bolajon               | детский, развлекательный                  | в основном узбекский, также русский и английский |
| Dunyo Bo’ylab         | познавательный                            | в основном узбекский, также русский              |
| Madaniyat va Ma’rifat | культурологический, общественный          | узбекский                                        |
| Oilaviy               | семейный                                  | в основном узбекский, также русский              |
| Mahalla               | дидактический                             | узбекский                                        |
| Toshkent              | универсальный                             | узбекский и русский                              |
| PLAY TV               | универсальный                             | в основном узбекский, также русский              |
| O’zbekiston 24        | информационно-аналитический               | в основном узбекский, также русский и английский |
| UzHD                  | универсальный телеканал в формате Full HD | в основном узбекский, также русский и английский |

#### Региональные
Региональные государственные телеканалы вещают на территории определённого региона (области). Их тематика — универсальная. Региональный телеканал «Toshkent», вещающий на территории города Ташкента и Ташкентской области, доступен жителям других регионов через кабельное телевидение.
| Название       | Язык вещания                          | Территория вещания                                    |
| -------------- | ------------------------------------- | ----------------------------------------------------- |
| Andijon        | узбекский                             | Андижанская область                                   |
| Buxoro         | в основном узбекский, реже таджикский | Бухарская область                                     |
| Farg’ona       | узбекский                             | Ферганская область                                    |
| Jizzax         | узбекский                             | Джизакская область                                    |
| Namangan       | узбекский                             | Наманганская область                                  |
| Navoiy         | узбекский                             | Навоийская область                                    |
| Qaraqalpaqstan | каракалпакский, также узбекский       | Республика Каракалпакстан                             |
| Qashqadaryo    | узбекский                             | Кашкадарьинская область                               |
| Samarqand      | узбекский, реже таджикский            | Самаркандская область                                 |
| Sirdaryo       | узбекский                             | Сырдарьинская область                                 |
| Surxondaryo    | узбекский                             | Сурхандарьинская область                              |
| Toshkent       | узбекский, также русский              | Ташкентская область, все регионы (через кабельное ТВ) |
| Xorazm         | узбекский                             | Хорезмская область                                    |

#### Прекратившие вещание
| Дата начала вещания  | Дата конца вещания | Название | Тематика      | Язык вещания |
| -------------------- | ------------------ | -------- | ------------- | ------------ |
| 16 декабря 2013 года | 24 июля 2017 года  | Diyor    | универсальный | узбекский    |

### Частные

#### Вещающие на государственном уровне
| Дата начала вещания | Название          | Тематика                      | Язык вещания                                     |
| ------------------- | ----------------- | ----------------------------- | ------------------------------------------------ |
| 1 января 1997 годa  | Milliy Jug’rofiya | научно-популярные             | узбекский и русский, также английский            |
| 28 апреля 2014 года | Uzreport TV       | информационный и футбольный   | узбекский и русский, также английский            |
| 12 ноября 2014 года | MY5               | молодёжный и развлекательный  | в основном узбекский, также русский и английский |
| сентябрь 2016 года  | Milliy TV         | музыкальный и развлекательный | узбекский                                        |
| 1 февраля 2017 года | Zo‘r TV           | музыкальный и развлекательный | узбекский, также русский                         |
| 1 декабря 2022 год  | FTV               | музыкальный                   | узбекский                                        |
| 27 июня 2020 года   | BIZTV             | молодёжный и развлекательный  | узбекский                                        |
| 1 марта 2017 годa   | Sevimli TV        | Музыкальный и развлекательный | узбекский, также русский                         |

#### Вещающие на региональном уровне
| Дата начала вещания | Название                  | Тематика                     | Язык вещания                          | Территория вещания                     |
| ------------------- | ------------------------- | ---------------------------- | ------------------------------------- | -------------------------------------- |
| неизвестно          | Самарканд ТВ              | универсальный                | узбекский и таджикский, также русский | Самаркандская область                  |
| неизвестно          | Ruxsor TV                 | универсальный                | узбекский                             | Ферганская область                     |
| неизвестно          | Muloqot TV                | универсальный                | узбекский                             | город Коканд Ферганской области        |
| неизвестно          | Marg’ilon TV              | универсальный                | узбекский                             | город Маргилан Ферганской области      |
| неизвестно          | Istiqlol TV               | универсальный                | узбекский                             | Бухарская область                      |
| неизвестно          | Jizzax TV                 | универсальный                | узбекский                             | город Джизак Джизакской области        |
| неизвестно          | Ishonch TV                | универсальный                | узбекский                             | город Термез Сурхандарьинской области  |
| неизвестно          | Nasaf TV                  | футбольный                   | узбекский                             | Кашкадарьинская область                |
| неизвестно          | Ellikqala TV              | молодёжный и развлекательный | каракалпакский, также узбекский       | Республика Каракалпакстан              |
| 21.01.2018          | Jaslar TV(рус. Жаслар Тв) | молодёжный и развлекательный | каракалпакский, также русский         | город Нукус, Республика Каракалпакстан |

#### Прекратившие вещание
| Период вещания | Название              | Тематика                         | Язык вещания                        |
| -------------- | --------------------- | -------------------------------- | ----------------------------------- |
| 1991—2018      | STV                   | универсальный                    | узбекский, таджикский, русский      |
| 1998—2008      | 30-й канал            | развлекательный                  | русский                             |
| 1998-2013      | Шарк телевидениеси    | музыкальный и развлекательный    | узбекский                           |
| 2005—2013      | TVM (ранее TV Markaz) | музыкальный и развлекательный    | узбекский и русский                 |
| 2008—2013      | Forum TV              | универсальный                    | в основном узбекский, также русский |
| 2008—2013      | СофТС                 | развлекательный                  | в основном русский, также узбекский |
| 2009—2013      | NTT                   | информационный и развлекательный | в основном узбекский, также русский |
| 2017-2022      | Futbol TV             | футбольный                       | узбекский                           |

## Платное телевидение
В настоящее время в Узбекистане самым распространённым оператором платного телевидения является UZDIGITAL TV (вещает в стандартах DVB-T и DVB-T2), который является преемником Kamalak TV, вещавшего в аналоговом формате посредством MMDS. Также имеются и другие операторы, такие как ISTV, Turon Telekom, Gals Telecom, Sonet, региональные кабельные телестудии и другие.
Из интернет-сайтов для онлайн-просмотра некоторых телеканалов Узбекистана, наиболее популярен сайт mediabay.uz. Также онлайн-вещание всех государственных телеканалов НТРК Узбекистана ведется на официальном сайте НТРК Узбекистана — mtrk.uz.
С 2021 года на территории России показ телеканалов Узбекистана осуществляет сервис SPB TV